# تي ديني سانفورد
تي ديني سانفورد (بالإنجليزية: T. Denny Sanford)‏ هو مصرفي وشخصية أعمال أمريكي، ولد في 23 ديسمبر 1935 في سانت بول في الولايات المتحدة.